# دوغ غريفين
دوغ غريفين (بالإنجليزية: Doug Griffin) هو لاعب كرة قاعدة أمريكي، ولد في 4 يونيو 1947 في سوث غيت في الولايات المتحدة، وتوفي في 27 يوليو 2016 في كلوفيس في الولايات المتحدة.

## وصلات خارجية
- دوغ غريفين على موقع دوري كرة القاعدة الرئيسي (الإنجليزية)
- دوغ غريفين على موقعبيزبول رفرنس.كوم (الدوري الرئيسي) (الإنجليزية)
- دوغ غريفين على موقعبيزبول رفرنس.كوم (الدوري الثانوي) (الإنجليزية)